# خطایان (آبیک)
خطایان روستایی در دهستان بشاریات شرقی بخش بشاریات شهرستان آبیک استان قزوین ایران است.

## جمعیت
بر پایه سرشماری عمومی نفوس و مسکن در سال ۱۳۹۵ جمعیت این روستا ۸۰۲ نفر (۲۷۰خانوار) بوده‌است.